# Ortaca

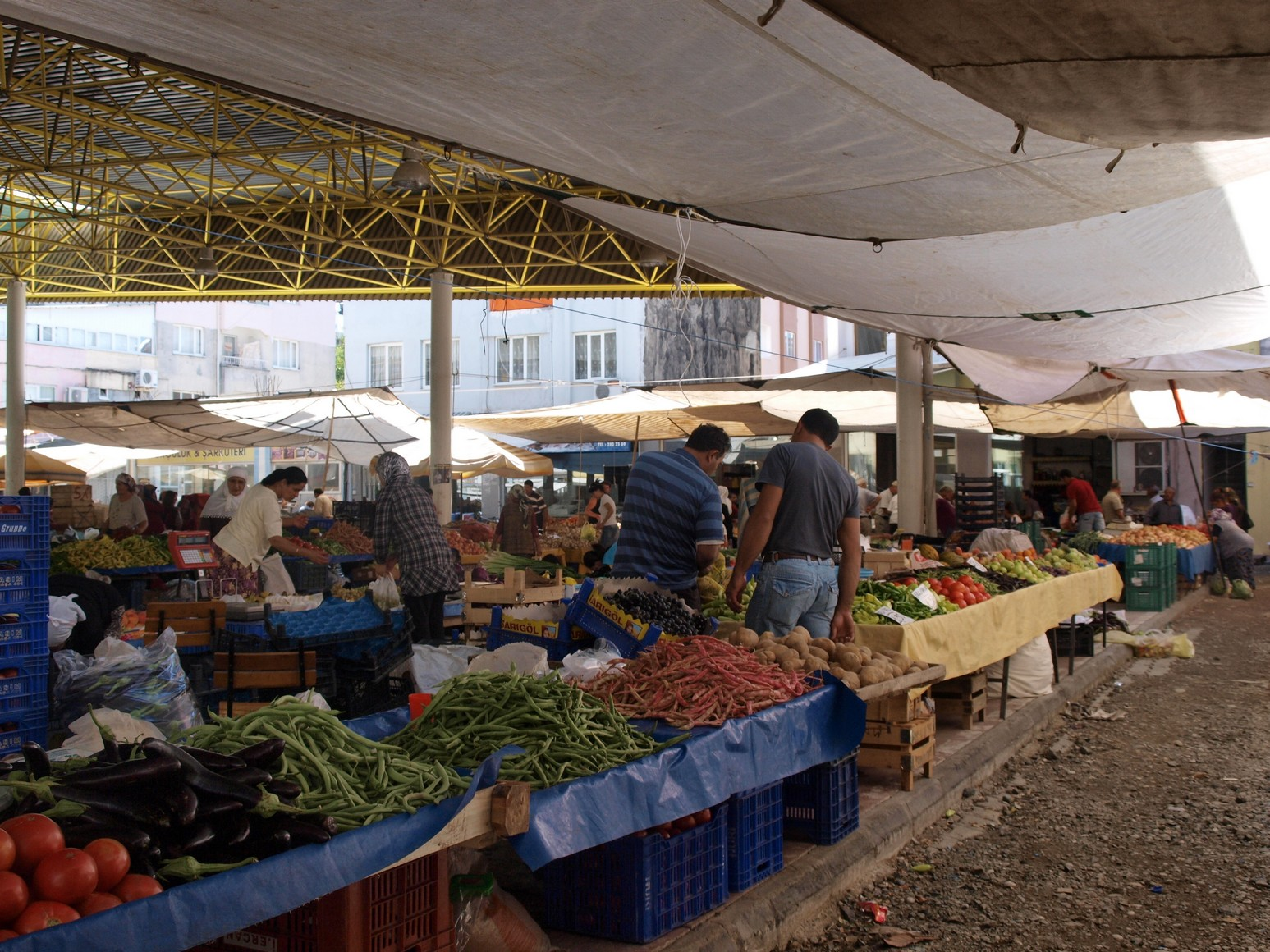
Bazar in Ortaca

Ortaca est une ville et un district de Turquie situés dans la province de Muğla dans la région Égéenne.